# 16. Kanadisches Kabinett
Das 16. Kanadische Kabinett (engl. 16th Canadian Ministry, franz. 16e conseil des ministres du Canada) regierte Kanada vom 23. Oktober 1935 bis zum 15. November 1948. Dieses von Premierminister William Lyon Mackenzie King angeführte Kabinett bestand aus Mitgliedern der Liberalen Partei. King führte auch das 12. und das 14. Kabinett an.

## Minister
| Amt                                                                  | Name | Zeitraum |
| -------------------------------------------------------------------- | --- | --- |
| Premierminister                                                      | William Lyon Mackenzie King | 23. Oktober 1935 – 15. November 1948 |
| Außenminister                                                        | William Lyon Mackenzie King Louis Saint-Laurent Lester Pearson | 23. Oktober 1935 – 3. September 1946 4. September 1946 – 9. September 1948 10. September 1948 – 15. November 1948 |
| Innenminister und General-Superintendent für Indianerangelegenheiten | Thomas Crerar | 23. Oktober 1935 – 30. November 1936 |
| Justizminister und Attorney General                                  | Ernest Lapointe Joseph-Enoil Michaud (geschäftsführend) Louis Saint-Laurent James Lorimer Ilsley Louis Saint-Laurent (geschäftsführend) Louis Saint-Laurent           | 23. Oktober 1935 – 26. November 1941 27. November 1941 – 9. Dezember 1941 10. Dezember 1941 – 9. Dezember 1946 10. Dezember 1946 – 30. Juni 1948 1. Juli 1948 – 9. September 1948 10. September 1948 – 15. November 1948                                                                                           |
| Verteidigungsminister                                                | Ian Alistair Mackenzie Norman McLeod Rogers Charles Gavan Power (geschäftsführend) James Ralston Andrew McNaughton Douglas Abbott Brooke Claxton                      | 23. Oktober 1935 – 18. September 1939 19. September 1939 – 10. Juni 1940 11. Juni 1940 – 4. Juli 1940 5. Juli 1940 – 1. November 1944 2. November 1944 – 20. August 1945 21. August 1945 – 11. Dezember 1946 12. Dezember 1946 – 15. November 1948                                                                 |
| Luftverteidigungsminister                                            | vakant Charles Gavan Power vakant Angus Lewis Macdonald (geschäftsführend) Colin W. G. Gibson (geschäftsführend) Colin W. G. Gibson                                   | 22. Mai 1940 23. Mai 1940 – 26. November 1944 27. November 1944 – 29. November 1944 30. November 1944 – 10. Januar 1945 11. Januar 1945 – 7. März 1945 8. März 1945 – 11. Dezember 1946 |
| Seeverteidigungsminister                                             | Angus Lewis Macdonald Douglas Abbott | 12. Juli 1940 – 17. April 1945 18. April 1945 – 11. Dezember 1946 |
| Finanzminister und Schatzmeister                                     | Charles Avery Dunning James Ralston vakant James Lorimer Ilsley Douglas Abbott                                                                                        | 23. Oktober 1935 – 5. September 1939 6. September 1939 – 4. Juli 1940 5. Juli 1940 – 7. Juli 1940 8. Juli 1940 – 9. Dezember 1946 10. Dezember 1946 – 15. November 1948 |
| Minister für nationale Einkünfte                                     | James Lorimer Ilsley Colin W. G. Gibson James Angus MacKinnon (geschäftsführend) David Laurence MacLaren James Angus MacKinnon (geschäftsführend) James Joseph McCann | 23. Oktober 1935 – 7. Juli 1940 8. Juli 1940 – 7. März 1945 8. März 1945 – 18. April 1945 19. April 1945 – 29. Juli 1945 30. Juli 1945 – 28. August 1945 29. August 1945 – 15. November 1948 |
| Seefahrtminister                                                     | Clarence Decatur Howe | 23. Oktober 1935 – 1. November 1936 |
| Minister für Eisenbahnen und Kanäle                                  | Clarence Decatur Howe | 23. Oktober 1935 – 1. November 1936 |
| Verkehrsminister                                                     | Clarence Decatur Howe Arthur Cardin Clarence Decatur Howe (geschäftsführend) Joseph-Enoil Michaud Lionel Chevrier                                                     | 2. November 1936 – 7. Juli 1940 8. Juli 1940 – 12. Mai 1942 13. Mai 1945 – 5. Oktober 1942 6. Oktober 1942 – 17. April 1945 18. April 1945 – 15. November 1948 |
| Arbeitsminister                                                      | Norman McLeod Rogers Norman Alexander McLarty Humphrey Mitchell | 23. Oktober 1935 – 18. September 1939 19. September 1939 – 14. Dezember 1941 15. Dezember 1941 – 15. November 1948 |
| Minister für Pensionen und nationale Gesundheit                      | Charles Gavan Power Ian Alistair Mackenzie | 23. Oktober 1935 – 18. September 1939 19. September 1939 – 17. Oktober 1944 |
| Minister für nationale Gesundheit und Wohlfahrt                      | Brooke Claxton Paul Joseph James Martin | 18. Oktober 1944 – 11. Dezember 1946 12. Dezember 1946 – 15. November 1948 |
| Landwirtschaftsminister                                              | vakant Thomas Crerar James Garfield Gardiner | 23. Oktober 1935 – 24. Oktober 1935 25. Oktober 1935 – 3. November 1935 4. November 1935 – 15. November 1948 |
| Fischereiminister                                                    | Joseph-Enoil Michaud vakant Ernest Bertrand vakant Hedley Bridges vakant Ernest Bertrand (geschäftsführend) Milton Fowler Gregg James Angus MacKinnon Robert Mayhew   | 23. Oktober 1935 – 5. Oktober 1942 6. Oktober 1942 7. Oktober 1942 – 28. August 1945 29. August 1945 30. August 1945 – 10. August 1947 11. August 1947 – 13. August 1947 14. August 1947 – 1. September 1947 2. September 1947 – 18. Januar 1948 19. Januar 1948 – 10. Juni 1948 11. Juni 1948 – 15. November 1948 |
| Handels- und Gewerbeminister                                         | William Daum Euler James Angus MacKinnon Clarence Decatur Howe | 23. Oktober 1935 – 8. Mai 1940 9. Mai 1940 – 18. Januar 1948 19. Januar 1948 – 15. November 1948 |
| Bergbauminister                                                      | Thomas Crerar | 23. Oktober 1935 – 30. November 1936 |
| Minister für Bergbau und Ressourcen                                  | Thomas Crerar James Allison Glen James Angus MacKinnon | 1. Dezember 1936 – 17. April 1945 18. April 1945 – 10. Juni 1948 11. Juni 1948 – 15. November 1948 |
| Minister für nationale Kriegsdienste                                 | James Garfield Gardiner Joseph Thorarinn Thorson vakant Léo Richer LaFlèche James Joseph McCann vakant                                                                | 12. Juli 1940 – 10. Juni 1941 11. Juni 1941 – 5. Oktober 1942 6. Oktober 1942 7. Oktober 1942 – 17. April 1945 18. April 1945 – 18. Januar 1948 19. Januar 1948 – 15. November 1948 |
| Minister für Munition und Versorgung                                 | Clarence Decatur Howe | 9. April 1940 – 31. Dezember 1945 |
| Minister für Wiederaufbau und Versorgung                             | Clarence Decatur Howe | 1. Januar 1946 – 15. November 1948 |
| Minister für Wiederaufbau                                            | Clarence Decatur Howe | 30. Juni 1944 – 12. Oktober 1944 13. Oktober 1944 – 31. Dezember 1945 |
| Postminister                                                         | John Campbell Elliott Norman Alexander McLarty Charles Gavan Power James Lorimer Ilsley (geschäftsführend) William Pate Mulock vakant Ernest Bertrand                 | 23. Oktober 1935 – 22. Januar 1939 23. Januar 1939 – 18. September 1939 19. September 1939 – 22. Mai 1940 23. Mai 1940 – 7. Juli 1940 8. Juli 1940 – 8. Juni 1944 9. Juni 1945 – 28. August 1945 29. August 1945 – 15. November 1948                                                                               |
| Minister für staatliche Bauvorhaben                                  | Arthur Cardin Joseph-Enoil Michaud (geschäftsführend) Alphonse Fournier                                                                                               | 23. Oktober 1935 – 12. Mai 1942 13. Mai 1942 – 6. Oktober 1942 7. Oktober 1942 – 15. November 1948 |
| Einwanderungs- und Kolonisierungsminister                            | Thomas Crerar | 23. Oktober 1935 – 30. November 1936 |
| Minister für Veteranenangelegenheiten                                | Ian Alistair Mackenzie Milton Fowler Gregg | 18. Oktober 1944 – 18. Januar 1948 19. Januar 1948 – 15. November 1948 |
| Beigeordneter Verteidigungsminister                                  | Charles Gavan Power | 12. Juli 1940 – 26. November 1944 |
| Staatssekretär für Kanada und Regierungskanzlist                     | Fernand Rinfret vakant Ernest Lapointe (geschäftsführend) Pierre-François Casgrain Norman Alexander McLarty Paul Joseph James Martin Colin W. G. Gibson               | 23. Oktober 1935 – 12. Juli 1939 13. Juli 1939 – 25. Juli 1939 26. Juli 1939 – 8. Mai 1940 9. Mai 1940 – 14. Dezember 1941 15. Dezember 1941 – 17. April 1945 18. April 1945 – 11. Dezember 1946 12. Dezember 1946 – 15. November 1948                                                                             |
| Präsident des Kronrates                                              | William Lyon Mackenzie King | 23. Oktober 1935 – 15. November 1948 |
| Solicitor General                                                    | vakant Joseph Jean | 23. Oktober 1935 – 17. April 1945 18. April 1945 – 15. November 1948 |
| Minister ohne Geschäftsbereich                                       | Raoul Dandurand James Angus MacKinnon James Horace King Wishart McLea Robertson                                                                                       | 23. Oktober 1935 – 11. März 1942 23. Januar 1939 – 8. Mai 1940 26. Mai 1942 – 23. August 1945 4. September 1945 – 15. November 1948 |